# 肺炎球菌多糖疫苗
肺炎球菌多糖疫苗（Pneumococcal polysaccharide vaccine，PPSV）又稱23价肺炎球菌疫苗（Pneumovax 23，PPV-23），是第一个从荚膜多糖中提取的肺炎鏈球菌疫苗。多糖抗原被用来诱导特定类型的抗体，这些抗体可以增强吞噬免疫细胞對肺炎鏈球菌（肺炎球菌）的殺傷力。不少高风险的成年人已接種肺炎球菌多糖疫苗。因此，侵袭性肺炎球菌病的发病率和死亡率都有所降低。
該疫苗最初為四价疫苗，于1945年首次使用。1983年，疫苗改進為23价疫苗（PPSV23）。2000年2月开始，蛋白结合七价疫苗(PCV7)许可证頒發。